# Marcel Éric Audemard d'Alançon
Pour les articles homonymes, voir Famille Audemard d'Alançon.
Marcel Éric Audemard d’Alançon (8 mai 1874 - 6 septembre 1917) est un  lieutenant-colonel  breveté d’état-major, chef de cabinet (de décembre 1916 à mai 1917) du général Nivelle, chef d'état-major des armées.

## Biographie
Marcel Éric Audemard d’Alançon est né à Paris le 8 mai 1874. Il est le fils du contrôleur général des armées Frédéric Audemard d'Alançon et de  Jeanne Marie Céline Tixier. Il devient lui-même militaire en entrant à Saint-Cyr comme élève officier (promotion Alexandre III). Il est nommé en 1898 sous-lieutenant au 20e régiment de ligne, à Nancy, puis lieutenant. Passé par l’École de Guerre de 1904 à 1906, il en sort capitaine (breveté en 1905 à l’état-major du 19e Corps).
Le 24 septembre 1907, il est affecté au 106e régiment d’infanterie pour effectuer son temps de commandement. Le 9 juin 1910, il sert à l’état-major du gouverneur militaire de Lyon, et le 20 juillet 1911, il part au Maroc.
En 1914, il quitte le Maroc sur sa demande et prend le commandement d’un des bataillons du 123e régiment d’infanterie. Au début de 1915, il est officier de liaison entre le GQG (3e bureau) et la Xe armée.
Nommé chef d’état-major de la 61e division d’infanterie, alors commandée par le général Nivelle, il participe aux  opérations conduisant à la réduction du saillant de Quennevières (Aisne) ; il est ensuite appelé comme sous chef d'état-major à la IIe Armée en octobre 1916, puis en décembre détaché comme lieutenant-colonel au Grand Quartier Général (GQG). Il est lieutenant-colonel breveté d’état-major, puis devient chef de cabinet du général Nivelle, chef d'État-Major des armées le 25 décembre 1916. Il eut sur celui-ci une influence certaine,.
D'après l'essayiste Pierre Montagnon, il est l'un des inspirateurs de la décision de l'offensive du Chemin des Dames prise  par le général Nivelle.
Le 16 mai 1917, il est remplacé  au cabinet du général en chef par le lieutenant-colonel Serrigny.
Selon Pierre Montagnon, l’échec de l’offensive du 16 avril et son enlisement aggravent sa santé. Il  meurt à Paris le 6 septembre 1917. Il est déclaré Mort pour la France.

## Famille
Il épouse en 1901 Hélène Saski, fille du général Saski. Ils eurent, entre autres, pour enfants, le colonel Éric Audemard d'Alançon, le général Robert Audemard d'Alançon, le lieutenant Marcel Audemard d'Alançon (mort pour la France) et Pierre Audemard d'Alançon, maire de Brout-Vernet de 1953 à 1971, président du conseil d'administration de la Mutualité sociale agricole du département de l'Allier du 1965 à 1985.

## Distinctions
- Chevalier de la Légion d'honneur (8 juin 1914)[4]
- Croix de guerre 1914–1918
- Médaille commémorative du Maroc
- Ordre de Saint-Stanislas

## Citation
- Croix de guerre 1914-1918. avec la citation suivante à l’ordre de l’Armée (palme) : « Étant au moment de la mobilisation, chef d’état-major de la colonne de Taza, a immédiatement demandé à servir sur le front où il a d’abord commandé brillamment un bataillon du 123e R.I. dans un secteur difficile. Par son zèle, son intelligence claire et méthodique, rend depuis 5 mois d’éminents services comme chef d’état-major de la 6e division d’infanterie. S’est dépensé sans compter pour la préparation et l’exécution d’attaques aux succès desquelles il a largement contribué. »